# 볼스테드 법

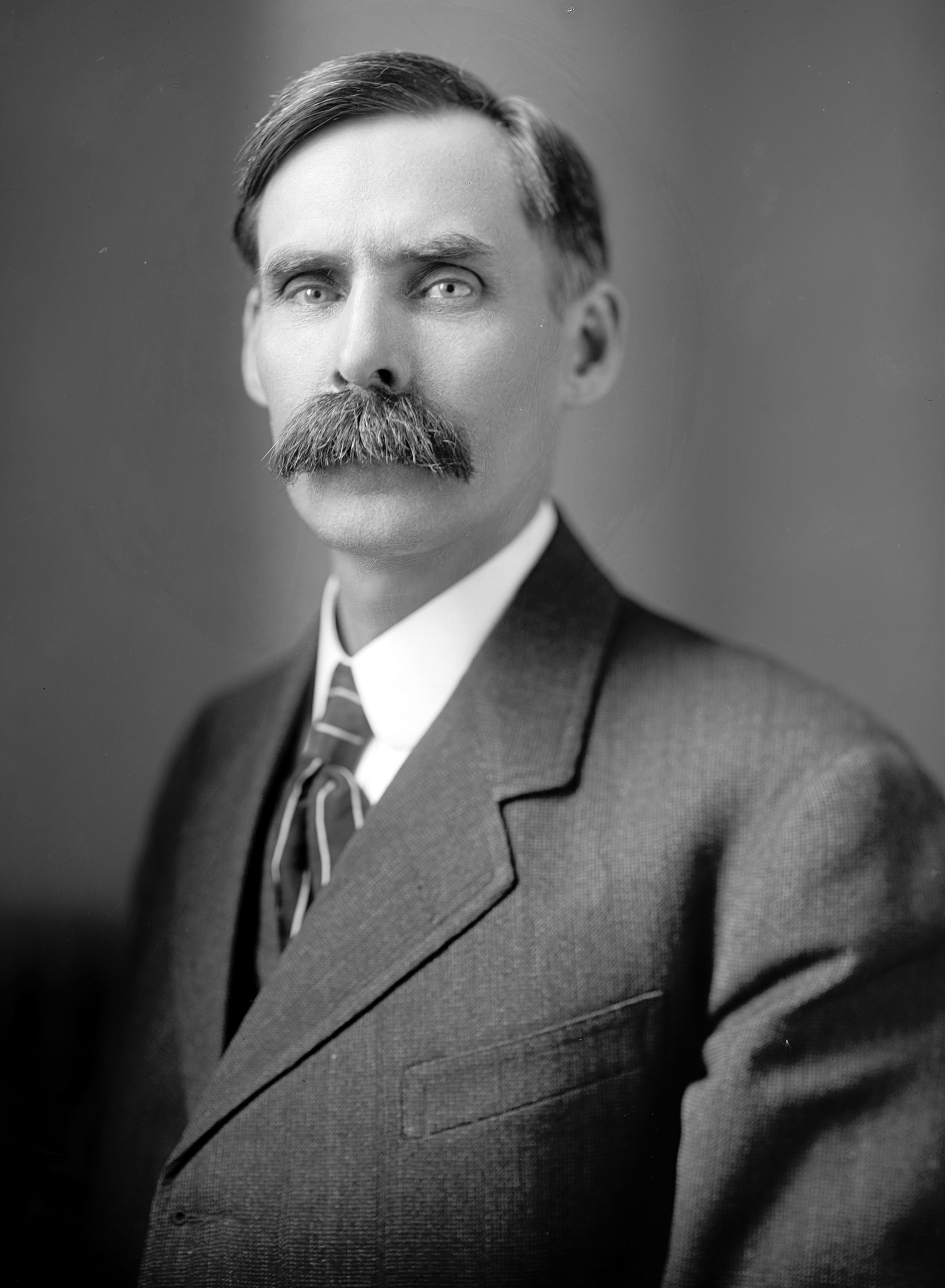
앤드루 볼스테드

볼스테드 법(Volstead Act) 공식적으로 국가금주법(國家禁酒法；National Prohibition Act)은 미국의 금주법에 관해 규정한 법률이다. 하원 사법 위원장 앤드류 볼스테드를 따서 명명되었다. 그러나 볼스테드도 법률 입안보다는 오히려, 후원과 원조자로서의 역할이었다. 법안을 생각하고, 견인한 것은 반살롱연맹(Anti-Saloon League)의 웨인 휠러였다.

## 개요
법안은 우드로 윌슨 대통령에 의해 거부를 당했지만, 1919년 10월 28일에 의회에 의해 통과되었다. 법은 “이 법에 의해 허용된 경우를 제외하고 어느 누구도 조금이라도 독주를 제조하거나, 팔거나, 물물교환하거나, 운송, 수입, 수출할 수 없으며, 제공하지 않는다”는 것을 명시했다. 그 법에서는 특히 술에 취하는 것을 금지하지 않았다. 즉 마시는 것은 규제하지 않았다. 법은 독주를 0.5% 이상의 알코올을 함유하고 있는 모든 음료수로 정의하여 이미 유사한 법률이 있었던 주에서도 모든 기존의 금주법을 대신했다. 미국 헌법 수정 제18조와 조합과 그 당국 하에 통과된 법률은 단순히 ‘금주법’으로 알려지게 되어 1920년대 (일반적으로 광란의 20년대라고도 함)에 미국 협회에 큰 영향을 미쳤다.

## 영향

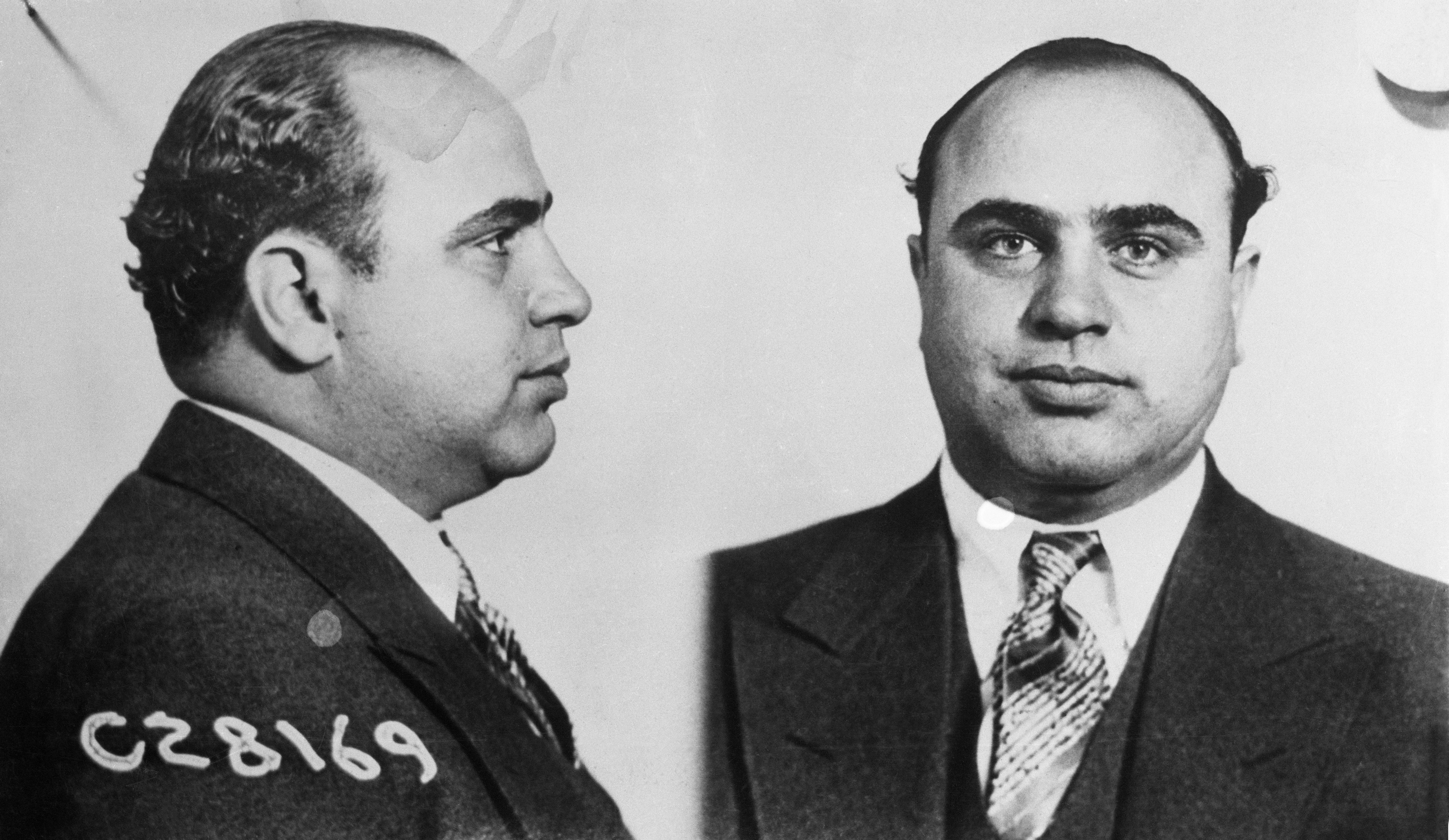
미국 사법부의 알카포네 사진

금주법의 영향은 초기에는 거의 예상하지 못했다. 제조, 수입 및 주류 유통(합법적인 기업의 전 업무 범위)은 범죄 조직에 의해 지배되었다. 그리고 그들의 대부분은 살인을 동반하는 폭력에 의한 대립과 함께 시장의 지배하기 위해 서로 싸웠다. 주요 갱단, 예를 들면 오마하의 톰 데니스와 시카고의 알 카포네가 세력이 강해 현지에서 그리고 미국 전체에서 인정을 받았다. 그들 갱들은 저임금과 인원이 부족한 집행 직원에게 뇌물을 주었고, 고액의 변호사 비용을 지불할 수 있을 만큼 부자가 되었기 때문에 실질적인 법 집행에는 애로사항이 많았다. 많은 시민들이 밀매에게 공감하고 있었고, 훌륭했던 시민이 ‘눈먼 돼지’라고 불리는 불법 무허가 술집의 유혹에 빨려 들어갔다. 더 높은 사회, 경제적 집단 사이에서 칵테일 파티가 인기를 끌었으며, 1920년대의 사회는 한층 느슨해지기 시작했다. 당국에 협력하는 사람은 종종 협박을 받거나, 심지어 살해당하기도 했다. 시카고와 디트로이트를 포함한 일부 주요 도시에서 주류 수입의 주요한 장소에 밀수 조직은 상당한 정치적 영향력을 발휘했다. 미시건 경찰이 디트로이트의 독일 하우스를 급습했을 때, 시장, 보안관과 지방 의원 등이 일망타진되어 체포되었다.
볼스테드 법 제29절에서는 가정에서 ‘취하지 않는 사과주와 과일 주스’를 200갤런(75리터)만 제조할 수 있는 것이 허용되었다. 당초는 술에 취하는 것은 0.5% 이상의 알코올을 포함한 것이라고 정의되었지만, 국세청은 곧바로 이를 취소하였기 때문에 가정의 와인 양조는 실질적으로 합법화된 것이었다. 몇 개의 포도 농장에서는 가정에서 와인을 만들기 위한 포도를 많이 판매했다. 진팬델 포도(Zinfandel grapes)는 포도원 근처에서 생활하는 가정에서 양조에 일반에 보급되어 있었다. 하지만 동해안의 시장에의 긴 여행에서는 얇은 껍질은 닳아서 부패하기 쉬웠다. 알리칸테 부셰(Alicante Bouschet)의 두꺼운 껍질은 잘 부패하기 않았기 때문에 이와 유사한 품종이 가정용 와인 제조를 위해 시장 널리 보급되었다.
볼스테드 법을 위반한 경우, 최고 2,000달러의 벌금 또는 1개월에서 5년까지의 금고형에 처해질 수 있었다.
이때 캐나다는 마피아를 통해 술을 밀수하였고, 큰 재산을 쌓은 조지프 P. 케네디(존 F. 케네디의 아버지)의 이야기는 유명하여 이야깃거리로 회자되고 있다.

## 폐지
알코올이 사회적인 인정을 받은 법을 무시하고, 범죄 조직의 발호와 같은 금주법의 악영향이 밝혀지면서 금주법은 옹호자를 잃었다. 1933년 경 금주법에 대한 대중의 반대는 압도적이었다. 그 해 1월 최초의 볼스테드 법이 0.5% 이상의 알코올을 제한 대상으로 한 것에 대해 의회는 카렌-해리슨 법(무게의 3.2%, 량의 4%까지 합법화)으로 반대를 선점하려 했다. 그러나 카렌-해리슨 법은 부실했다.
의회는 1933년 2월에 금주법을 폐지하는 수정안(브레인 법)을 제출했다. 그리고 1933년 12월 5일 유타 주가 수정안을 비준한 36번째 주가 되었을 때, 미국 헌법 수정 제21조가 발효되었다. 이것은 수정 제18조를 폐지하고 볼스테드 법을 위헌화 시켰으며, 1935년의 연방 주류 관리국이 설립될 때까지 알코올의 관리를 주로 다시 이관한 것이었다.
1968년 《총기규제법》의 통과로 연방 주류 관리국은 알코올, 담배, 화기 및 폭발물 단속국(Bureau of Alcohol, Tobacco, Firearms and Explosives)이 되었고, 이니셜 ATF로 알리게 되었다. 1972년에 리처드 닉슨은 ATF를 창설하는 대통령령에 서명했다. 렉스 D. 데이비스는 이행을 감독하면서, 국의 최초 책임자가 되어 1970년 이후 부문을 이끌었다. 그의 재임 기간 중, 데이비스는 정치적 테러리스트와 범죄 조직 타도를 목표로 하는 기능 부서로 조직을 이끌었다. 하지만 과세와 다른 알코올 문제는 그 시간, 중요성이 고도로 인식되지 않았다.

## 같이 보기
- 금주법 시대
- 주류·담배·화기 및 폭발물 단속국